# غابرييل ألانس
غابرييل ألانس (بالإسبانية: Gabriel Alanís) (ولد في 16 مارس 1994 في قرطبة، الأرجنتين) وهو لاعب كرة قدم أرجنتيني يلعب كلاعب وسط في دوري الدرجة الأولى الأرجنتيني لنادي بيلغرانو.

## مسار

### النوادي
بعد لعب مع نادي الشباب لأحد عشر عاما، لعب مباراته الأولى في دوري الدرجة الأولى الأرجنتيني مع نادي بيلغرانو في أكتوبر 2014 أمام نادي بانفيلد حيث انتهت المباراة بالتعادل بين الفريقين (2-2). في أول مواسمه الثلاث مع النادي، ألانس شارك في 16 مباراة في جميع المنافسات.

## إحصاءات المهنة

### النادي
آخر تحديث 18 أبريل 2017..
| النادي       | الموسم       | الدوري             | الدوري | الدوري  | الكأس  | الكأس   | كأس الدوري | كأس الدوري | قاري   | قاري    | أخرى   | أخرى    | المجموع | المجموع |
| النادي       | الموسم       | القسم              | الظهور | الأهداف | الظهور | الأهداف | الظهور     | الأهداف    | الظهور | الأهداف | الظهور | الأهداف | الظهور  | الأهداف |
| ------------ | ------------ | ------------------ | ------ | ------- | ------ | ------- | ---------- | ---------- | ------ | ------- | ------ | ------- | ------- | ------- |
| بيلغرانو     | 2014         | دوري الدرجة الأولى | 3      | 0       | 0      | 0       | —          | —          | —      | —       | 0      | 0       | 3       | 0       |
| بيلغرانو     | 2015         | دوري الدرجة الأولى | 6      | 0       | 1      | 0       | —          | —          | 0      | 0       | 0      | 0       | 7       | 0       |
| بيلغرانو     | 2016         | دوري الدرجة الأولى | 6      | 0       | 0      | 0       | —          | —          | —      | —       | 0      | 0       | 6       | 0       |
| بيلغرانو     | 2016-17      | دوري الدرجة الأولى | 9      | 0       | 3      | 0       | —          | —          | 2      | 0       | 0      | 0       | 14      | 0       |
| بيلغرانو     | المجموع      | المجموع            | 24     | 0       | 4      | 0       | —          | —          | 2      | 0       | 0      | 0       | 30      | 0       |
| مجموع المسار | مجموع المسار | مجموع المسار       | 24     | 0       | 4      | 0       | —          | —          | 2      | 0       | 0      | 0       | 30      | 0       |

1. ↑  تتضمن كأس الأرجنتين
2. ↑  تتضمن كوبا سود أمريكانا
3. ↑  مشاركتان في كوبا سود أمريكانا 2016

## وصلات خارجية
- غابرييل ألانس على موقع قاعدة بيانات كرة القدم.إي يو (الإنجليزية)
- غابرييل ألانس على موقع Soccerway.com (الإنجليزية)

- Gabriel Alanís profile on Soccerway's website (بالإنجليزية)